# Ulrich Dreesen
Ulrich Dreesen (* 1952 in Bonn) ist ein ehemaliger deutscher Diplomat.

## Leben
Ulrich Dreesen studierte von 1970 bis 1976 Rechtswissenschaft an der Universität Bonn und trat 1977 in den auswärtigen Dienst beim im Außenministerium in Bonn, wo er eine Ausbildung zum Attaché durchlief. Von 1979 bis 1982 war er als Legationsrat in der Wirtschafts- und Handelsabteilung der Botschaft der Bundesrepublik Deutschland in Buenos Aires akkreditiert. Von 1982 bis 1985 wurde er im Außenministerium in Bonn als Legationsrat I. Klasse in der Abteilung Politik beschäftigt. Von 1985 bis 1988 war Dreesen Stellvertreter des Botschafters in Port of Spain auf Trinidad und Tobago; von 1988 bis 1989 leitete Dreesen die Rechts- und Konsularabteilung der Botschaft der Bundesrepublik Deutschland in Bukarest in Rumänien. Von 1989 bis 1991 war Dreesen Botschafter in Bangui Zentralafrikanische Republik, und mit 37 Jahren der damals jüngste Botschafter der Bundesrepublik. Von 1992 bis 1994 leitete Dreesen das Büro des Staatsministers im Auswärtigen Amt, Helmut Schäfer.
1994–1999 war Dreesen Botschafter in Vientiane, Laos, unterstützt dort von seinem Stellvertreter Herbert von der Banck-Tomasevic; diese Botschaft war bis 1990 durch die Botschafter der DDR besetzt. Von 2000 bis 2002 leitete er ein Referat in der Abteilung Recht des Außenministeriums. Von 2002 bis 2005 war Dreesen Direktor des Deutschen Instituts Taipei. Von 2005 bis 2007 vertrat er Deutschland als Botschafter in der Mongolei.
Ulrich Dreesen ist seit 1980 verheiratet.
| Vorgänger                  | Amt                                                                     | Nachfolger       |
| -------------------------- | ----------------------------------------------------------------------- | ---------------- |
| Otfried Garbe              | Botschafter der Bundesrepublik Deutschland in Bangui 1989–1991          | Wilhelm Späth    |
| Helmut Arndt Claus Sönksen | Botschafter der Bundesrepublik Deutschland in Vientiane, Laos 1994–1999 | Christian Berger |
| Klaus Rupprecht            | Generaldirektor das Deutschen Instituts Taipei 2002–2005                | Detlef Boldt     |
| Michael Vorwerk            | Botschafter der Bundesrepublik Deutschland in Ulan Bator 2005–2007      | Pius Fischer     |